# McKenzie-Konzept

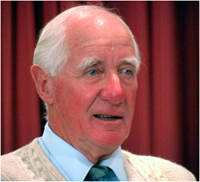
Robin Anthony McKenzie

Das McKenzie-Konzept ist eine Methode der Physiotherapie und wurde vom neuseeländischen Physiotherapeuten Robin McKenzie (* 1931, † 13. Mai 2013) 1981 unter der Bezeichnung Mechanical Diagnosis and Therapy MDT (= Mechanische Diagnose und Therapie) vorgestellt.
McKenzies Kernaussage lautet: Die Stellung einer „anatomischen Diagnose“ an der Wirbelsäule und an den peripheren Gelenken sei selten möglich und wenig hilfreich für die Behandlung. Es sei effizienter, Beschwerden danach einzuteilen, welche Therapie dem Betroffenen helfe. Die Therapie beruht primär auf Eigenübungen der Patienten. Erst wenn das dem jeweiligen Beschwerdebild angepasste Übungsprogramm in der Intensität nicht ausreiche, werden in dieser Methode bestimmte manuelle bzw. passive Techniken angewandt. McKenzie vertritt die Auffassung, dass Betroffene Nacken- und Rückenschmerzen durch Selbstbehandlung langfristig reduzieren können.
Ein in diesem Zusammenhang diagnostisch relevantes Phänomen ist die im Laufe der Behandlung auftretende Schmerz-Zentralisation. Der Schmerz zieht sich dabei abschnittsweise und anhaltend aus den Extremitäten zurück und kann in der Nähe der Wirbelsäule deutlich stärker werden. Wenn dieses Phänomen auftritt, gilt es als prognostisch günstig und für die weitere Therapie richtungsweisend.
Gegenüber anderen Rehabilitationsmaßnahmen zur Reduzierung von akuten Schmerzen und Beeinträchtigungen bei Patienten mit unteren Rückenschmerzen ist das Konzept nicht überlegen. Ein systematischer Review von 2019 ergab, dass es zwar Hinweise darauf gibt, dass MDT kurzfristig chronische Rückenschmerzen verringern und langfristig die Funktion verbessern kann. Die meisten Studien zur Behandlung wiesen jedoch methodische Mängel wie kleine Stichprobengrößen und eine fehlende Verblindung auf, was die Aussagekraft einschränkt. Übungen zur Stärkung der Mittellinie, wie sie in der McKenzie-Methode verwendet werden, sind bei Rückenschmerzen nicht hilfreicher als konventionelle Beuge- und Streckübungen.